# Lithocarpus sphaerocarpus
Lithocarpus sphaerocarpus (Hickel & A.Camus) A.Camus – gatunek roślin z rodziny bukowatych (Fagaceae Dumort.). Występuje naturalnie w Wietnamie oraz południowych Chinach (w zachodniej części Kuangsi i południowej części Junnanu). 

## Morfologia
PokrójZimozielone drzewo dorastające do 10–20 m wysokości.
LiścieBlaszka liściowa jest nieco skórzasta i ma kształt od eliptycznego do owalnie eliptycznego. Mierzy 12–20 cm długości oraz 4–7 cm szerokości, jest całobrzega, ma klinową lub zbiegająca po ogonku nasadę i wierzchołek od ostrego do spiczastego. Ogonek liściowy jest nagi i ma 15–20 mm długości.
OwoceOrzechy o kulistym kształcie, dorastają do 12–16 mm długości i 14–19 mm średnicy. Osadzone są pojedynczo w miseczkach o kulistym kształcie, które mierzą 15–20 mm średnicy. Orzechy są całkowicie otulone w miseczkach.

## Biologia i ekologia
Rośnie w wiecznie zielonych lasach. Występuje na wysokości od 600 do 1300 m n.p.m. Kwitnie od grudnia do stycznia, natomiast owoce dojrzewają od września do października.